# 사우디 왕립 공군

사우디 왕립 공군(Royal Saudi Air Force, 아랍어: الْقُوَّاتُ الْجَوِّيَّةُ الْمَلَكِيَّةْ ٱلسُّعُوْدِيَّة, 로마자: Al-Quwwat Al-Jawiyah Al-Malakiyah as-Su'udiyah, RSAF) 또는 사우디아라비아 공군은 사우디아라비아군의 항공부대이다.
사우디 왕립 공군은 현재 수색 및 구조 전투를 전담하는 비행단, 편대, 특수부대를 보유하고 있다.
RSAF는 주로 방어적인 군대에서 첨단 공격 능력을 갖춘 군대로 발전했으며 미국 다음으로 두 번째로 큰 F-15 함대를 유지하고 있다.
RSAF의 중추는 현재 이글(Eagle)이며, 파나비아 토네이도도 주요 구성 요소를 구성한다. 토네이도와 기타 많은 항공기는 브리티시 에어로스페이스(현재의 BAE 시스템스)와의 알 야마마 계약에 따라 인도되었다.
RSAF는 1990년대에 시 이글 대함 미사일, 레이저 유도 폭탄, 중력 폭탄 등 다양한 무기를 주문했다. 알 야마마 협정의 후속인 알살람에서는 BAE가 48대의 유로파이터 타이푼을 인도하게 된다.